# Serixia phaeoptera
Serixia phaeoptera är en skalbaggsart. Serixia phaeoptera ingår i släktet Serixia och familjen långhorningar.

## Underarter
Arten delas in i följande underarter:
- S. p. phaeoptera
- S. p. giloloensis